# Хамудуду, Хайви
Хайви Хамудуду (англ. Highvie Hamududu; род. 23 марта 1970) — замбийский государственный и политический деятель. Основатель Партии национального единства и прогресса. С 2006 по 2016 год был членом Национальной ассамблеи от избирательного округа Бвингвы.

## Биография
Получил степень бакалавра экономики в Университете Замбии. В 1994 году после окончания учебы некоторое время работал в кабинете министров в должности кадрового работника, после чего трудоустроился в Финансовую службу кооперативной федерации Замбии в должности  оперативного сотрудника в Ливингстоне и Чоме. Позже работал в Commerce Bank в Лусаке помощником кредитного менеджера. В 1996 году переехал в Намибию, где работал преподавателем экономики в Международном институте менеджмента, где оставался до 2006 года. Затем вернулся в Замбию, чтобы баллотироваться в парламенти был избран в Национальную ассамблею от избирательного округа Бвингва на всеобщих выборах 2006 года в качестве члена Объединённой партии национального развития, сменив предыдущего депутата Джафета Мунде, умершего незадолго до выборов. На всеобщих выборах 2011 года был переизбран в Национальную ассамблею.
В феврале 2016 года президент Замбии Эдгар Лунгу заявил, что предлагал ему должность заместителя министра финансов, но получил отказ. Впоследствии Хайви Хамудуду не был выбран кандидатом от Объединённой партии национального развития на всеобщих выборах 2016 года, а вместо него был выдвинут Касауту Мичело. В Национальной ассамблее был членом Комитета по государственным счетам и Комитета по бюджетным данным, а также был их председателем в течение семи лет. Также был членом исполнительного комитета Африканского парламентского форума по народонаселению и развитию. В марте 2017 года Хайми Хамудуду покинул Объединённую партию национального развития. В мае 2017 года основал Партию национального единства, став её председателем. В январе 2021 года Партия национального единства была переименована в Партию национального единства и прогресса.
В августе 2021 году выставил свою кандидатуру на должность президента Замбии во время проведения всеобщих выборов. Занял шестое место, получив 10 480 голосов избирателей.
Помимо политической деятельности, работает предпринимателем, имеющим деловые интересы в сфере недвижимости, образования, сельского хозяйства и добычи полезных ископаемых.